# Villa Costanza
Villa Costanza, detta altrimenti Villa Saibante - Monga, è una villa veneta risalente alla prima metà del XVII secolo. Si trova nel comune di San Pietro in Cariano, in Valpolicella, nella provincia di Verona. Confina con villa Pullè.
La costruzione del palazzo è databile tra il 1623 e il 1629. La forma è di "U" rovesciata con un corpo centrale e due ali perpendicolari. L'ala ovest ospitava le scuderie e l'ala est è decorata con diverse decorazioni di ispirazione militare. All'interno possiamo trovare numerosi e pregevoli affreschi.